# Liste des intercommunalités en Martinique
Au 1er janvier 2017, la collectivité territoriale unique de la Martinique est couverte par 3 établissements publics de coopération intercommunale : tous sont des communautés d'agglomération.

## Intercommunalités à fiscalité propre
| Forme juridique            | Nom                                 | no SIREN  | Date de création | Nombre de communes | Population (der. pop. légale) | Superficie (km2) | Densité (hab./km2) | Siège          | Président            | Type de fiscalité |
| -------------------------- | ----------------------------------- | --------- | ---------------- | ------------------ | ----------------------------- | ---------------- | ------------------ | -------------- | -------------------- | ----------------- |
| Communauté d'agglomération | CA du Centre de la Martinique       | 249720061 | 1er janvier 2001 | 4                  | 150 038 (2021)                | 171,0            | 878                | Fort-de-France | Luc-Louison Clémenté | FPU               |
| Communauté d'agglomération | CA de l'espace sud de la Martinique | 249720053 | 30 décembre 2004 | 12                 | 115 068 (2021)                | 409,10           | 281                | Rivière-Salée  | André Lesueur        | FPU               |
| Communauté d'agglomération | CA du Pays Nord Martinique          | 200041788 | 1er janvier 2014 | 18                 | 95 643 (2021)                 | 547,90           | 175                | Le Marigot     | Bruno Nestor Azerot  | FPU               |